# 100 pr. n. št.
100 pr. n. št. je bilo leto predjulijanskega rimskega koledarja.
Oznaka 100 pr. Kr. oz. 100 AC (Ante Christum, »pred Kristusom«), zdaj posodobljeno v 100 pr. n. št., se uporablja od srednjega veka, ko se je uveljavilo številčenje po sistemu Anno Domini.

## Dogodki
- - Posidonij izmeri Zemljin obseg in njen polmer (približni datum).

## Rojstva
- Aristobul II., judovski vrhovni svečenik in leta 66-63 pr. n. št. kralj judejskega Hasmonejskega kraljestva, († 49 pr. n. št.)
- Julij Cezar, rimski vojskovodja († 44 pr. n. št.)

## Smrti
- Gaj Servilij Glaucija, rimski politik
- Antipater iz Sidona, starogrški književnik in pesnik (* 170 pr. n. št.)
- Teodozij, starogrški matematik in astronom
- Lucij Apulej Saturnin, rimski politik (* 130 pr. n. št.)
- Gaj Memij, rimski politik